# Daniel Danielis Dalinus
Daniel Danielis Dalinus, död 9 juli 1609 i Linköpings församling, Östergötland, död 17 december 1672 i Skänninge församling, Östergötlands län, var en svensk präst och lektor.

## Biografi
Daniel Dalinus föddes 1609 i Linköpings församling. Han var son till domprosten Daniel Johannis Normelander och Ingrid Olofsdotter. Dalinus blev 1628 student vid Uppsala universitet. 17 augusti 1642 prästvigdes han. 3 november 1637 blev Dalinus rektor i Linköping och kyrkoherde i Slaka församling. 1643 blev han kyrkoherde i Skänninge församling och prost. Han tillträdde först 1644. Dalinus blev 1665 kontraktsprost i Göstrings kontrakt. Dalinus avled 1672 i Skänninge församling.
Dalinus var preses vid prästmötet 1645.

### Familj
Dalinus gifte sig 1636 med Elisabet Enander (1612–1689). Hon var dotter till kyrkoherden Nicolaus Petri i Västra Eneby församling. De fick tillsammans barnen Johannes Dalinus (1637–1638), Sigrid Dalinus (1639–1639), lektorn Samuel Dalinus (1640–1674) i Linköping, Helena Dalinus (1642–1674) som var gift med kyrkoherden Ericus Simonius Löfgren i Vadstena församling, Sigrid Dalinus (1644–1647), Ingrid Dalinus (1646–1647), Elisabet Dalinus (1647–1704) som var gift med riksantikvarien Johan Hadorph, Daniel Dalinus (1649–1650) och Margareta Dalinus (född 1652) som var gift med kyrkoherden Andreas Petri Dyk i Skänninge församling.